# New Dawns (singolo)
New Dawns è il singolo di debutto della cantautrice italiana Gaia, pubblicato il 9 dicembre 2016.

## Descrizione
Il singolo, scritto da Chanty, Cesare Chiodo e prodotto da Luca Chiaravalli, costituisce il brano di debutto della cantante sul palco di X Factor.
Successivamente è stato pubblicato come singolo di apertura per l'EP omonimo, realizzato dopo la conclusione del talent show che ha visto Gaia seconda classificata.

## Successo commerciale
Il brano debutta alla settima posizione della classifica FIMI e riceve la certificazione di disco d'oro.

## Video musicale
Il lyric video è stato pubblicato il 9 dicembre 2016 è attraverso il canale YouTube della cantautrice.

## Tracce
Testi e musiche di Cesare Chiodo, Chantal Saroldi e Luca Paolo Chiaravalli.
1. New Dawns – 3:02

## Classifiche
| Classifica (2016) | Posizione massima |
| ----------------- | ----------------- |
| Italia            | 7                 |